# Куйбышевская студия кинохроники
Ку́йбышевская сту́дия кинохро́ники — одна из старейших советских киностудий, основанная в Самаре в 1927 году для создания документальных фильмов и киножурналов. Оставалась единственной работающей студией Поволжья в годы войны, приняв часть коллектива Центральной студии кинохроники из Москвы.

## История
Одним из основателей киностудии — Средневолжского отделения «Совкино» был кинооператор М. И. Ципорин. Она расположилась в д. 66 по улице Молодогвардейской.
С 1930 года — Средневолжское отделение «Союзкино».
С 1933 года — Средневолжское отделение «Союзкинохроники».
С 1936 года — Куйбышевская студия кинохроники.
С началом войны на правах корпункта студии переподчинили Саратовскую студию хроникально-документальных фильмов, такое положение сохранялось до апреля 1946 года. Корреспондентам приходилось работать от Ярославля до Астрахани.
В связи с эвакуацией из Москвы Центральной студии кинохроники в конце 1941 года кадровый состав студии был усилен за счёт её квалифицированных работников. Новому руководству студии было дано указание в месячный срок смонтировать и установить на студии вывезенное из Москвы лабораторное и звукозаписывающее оборудование, а также обеспечить выпуск: «Союзкиножурнала» (четыре номера в месяц), «СССР на экране» (три номера в месяц), а также фильмы-песни и короткометражные фильмы.
В Куйбышев поступали боевые репортажи с фронтов. Здесь было сосредоточено производство оперативных сборников фронтовой кинохроники и военно-патриотических фильмов. Продукция студии была известна и за пределами СССР — киножурналы «СССР на экране» отправлялись союзникам — в Великобританию и США. В 1942 году на студии были произведены фильмы на экспорт — «Героический Севастополь», «Парад польской части».
В 1950—1970-е годы киностудия освещала сооружение Куйбышевской ГЭС, автозавода и целого города Тольятти, развитие науки, культуры, социального строительства, снимала фильмы о передовиках производства. Кроме Самарской области, съёмки проходили ещё пяти соседних областях: Рязанской, Оренбургской, Ульяновской, Горьковской и Пензенской. Ежегодно выпускалось 48 киножурналов.
С 25 января 1991 года — Самарская студия кинохроники государственного фонда развития кинематографии при СМ РСФСР.
С декабря 1993 года — Самарская студия кинохроники, государственное предприятие.
…на студии есть уникальные материалы по Великой Отечественной войне, только мы располагаем съёмкой парада 7 ноября 1941 года, у нас есть уникальная съёмка эвакуации в Куйбышев заводов со всей страны. У нас есть великолепный материал о формировании в Самаре Первой чешской бригады Сво́боды. Это наш оператор Киселёв снимал акт подписания безоговорочной капитуляции в Берлине в 1945-м. Это наш оператор Казначеев прошел всю Малую Землю рядом с Брежневым. После войны они вернулись на самарскую студию и продолжали работать.— Борис Кожин, редактор Самарской студии кинохроники
В апреле 2001 года произошло разделение собственно киностудии и фильмофонда: киностудия была преобразована в Открытое акционерное общество, а фильмофонд остался государственным имуществом.
В 2005 году все материалы самарской студии переданы в Российский государственный архив кинофотодокументов в Красногорске. В 2007 году ОАО «Самарская студия кинохроники» перешло во владение частного лица.

## Руководство
- Анатолий Поспелов (1936—1941, 1946— ?)[2]
- Григорий Кацнельсон (1941— ?)[6]
- Константин Шестаков
- Александр Безуглов (2005)[5]

## Фильмы
1934
- Письмо безенчукских колхозников товарищу Сталину

1936
- Жигулёвская кругосветка

1937
- Закон о счастье (режиссёр Михаил Юров)

1938
- Гидроузел на Волге
- День в колхозе (режиссёр Михаил Юров)

1939
- Величайший в мире (режиссёр Михаил Юров)
- Звено победителей (режиссёр Олег Покорский)

1942
- В бой за Родину
- В бой, сыны народа
- Два Максима
- Иран (режиссёр монтажа Иосиф Посельский)
- Материнский наказ
- Нефть фронту
- Песня смелых
- Самолёты идут на фронт
- Священная война
- Сталинская конница
- Хлеб фронту
- Чехословацкая часть в СССР

1943
- Дорогой гость
- Концерт татарского искусства
- Магистраль страны
- Мы сталинградцы
- На боевом посту
- Урал куёт победу (режиссёры Фёдор Киселёв,   Владимир Бойков, Яков Бабушкин; совместно со Свердловской киностудией)
- Ферапонт Головатый

1944
- Возрождение Сталинграда (режиссёры Иосиф Посельский, Борис Агапов; совместное производство с ЦСДФ)
- Возрождённый завод
- Каспийские рыбаки
- Поток»

1945
- Гордость страны
- Орденоносная Чувашия[11]

1951
- Строительство Куйбышевской ГЭС

1958
- Огни Жигулей

1966
- Есть на пути село большое

1968
- Без легенд (режиссёры Герц Франк, Алоиз Бренч, Альберт Сажин)[12][13][14]

1991
- Будьте здоровы (режиссёр Владимир Федотов)[15]

## Киножурналы
- «Поволжье» (с 1944)
- «Самарская хроника. Кинолетопись» (киноальманах; 1992—1993)
- «Современник» (1981—1992)
- «Союзкиножурнал» (1931—1944)
- «Средняя Волга» (с 1927)
- «СССР на экране» (1942)

## Награды
Почётная грамота Президиума Верховного Совета РСФСР (1977) — в связи с 50-летием.

## Память
После реконструкции здания осенью 2018 года на центральном входе бывшей киностудии открыли мемориальную доску с изображением кинооператора возле штатива: «В этом здании с 1927 года вела документальную летопись страны Самарская (Куйбышевская) студия кинохроники.
Во время Великой Отечественной войны сюда со всех фронтов поступали киноматериалы для дальнейшего монтажа и показа в киножурналах и фильмах в стране и за рубежом».